# 江湖兒女
《江湖兒女》（英語：Ash Is Purest White）是2018年中国大陆犯罪爱情片，山西籍导演贾樟柯执导的第九部长篇电影，廖凡、趙濤、徐崢、梁嘉艳、刁亦男、丁嘉丽、張一白、張譯和董子健等人主演。影片改编自贾樟柯的自身经历，讲述了迪斯科厅舞娘巧巧和地方黑帮斌哥的爱情故事。影片入選第71屆坎城影展正式競賽單元，并于2018年5月11日首映。2018年9月21日，影片正式在中国大陆公映，中国大陆公映版删除了陷入影视圈合同风波的冯小刚的客串戏份，片长从144分钟锐减至136分钟。

## 剧情
巧巧是大同当地黑社会头目斌哥的女朋友。斌哥的老大遇害后，巧巧提议要不惜一切离开大同去私奔，但斌哥不以为意。一天晚上，敌对黑帮的手下骑着摩托车，在街头包围了斌哥的座驾，斌哥和司机寡不敌众，受到迎头痛击。巧巧情急之下拿出了斌哥的手枪，朝天开枪两下，吓退了所有人。
巧巧后来被警察逮捕。审讯时，警察告知巧巧持枪是非法的，要她供出手枪的持有者，但她一再坚持手枪是自己的。因非法持枪，巧巧被判五年有期徒刑，期间斌哥没有探望过她。出狱后，巧巧试着打电话给斌哥，没有打通。之后，她登上渡轮前往贵州寻找斌哥。在潮州商会，巧巧没有遇到斌哥，反而遇到了他的新女友。两人交谈期间，斌哥就躲在隔壁房间偷听。巧巧表示，如果斌哥要和她分手，就要亲自告诉她。巧巧来到当地已经身无分文，于是她靠蒙拐骗，在街头宴席中蹭吃，又以妹妹流产的理由到饭馆敲诈了几位有钱人。之后，她打摩的去斌哥所工作的发电站，然而路上大雨突降，摩的司机和她在路边躲雨时，突然说要和她发生性关系。巧巧让司机去不远处的路边茅厕准备，趁着这个机会偷走了摩托车，独自开往发电厂。到了发电厂，她到派出所报案，说一位摩的司机想要强奸她，借机让斌哥到派出所领她。
斌哥和巧巧租了一个酒店房间，敞开心扉谈论他们之间的问题。斌哥表示自己金盘洗手，不再是“江湖”上的人了，也没有为巧巧提供生活的空间。他之所以没有回去大同，是因为自己已经在那里失去了颜面。巧巧责怪斌哥，说自己救了他一命，他应该等待她出狱的那一天。巧巧最终跟斌哥说要分手后，斌哥离去。在回去大同的火车上，巧巧遇到了一位声称在新疆开办UFO探险旅游公司的乘客。出于好奇，巧巧和他下了火车。然而他们换乘另一辆列车时，他突然表示自己在开玩笑，自己不过是开便利店了。趁着他熟睡，巧巧下了火车回大同，这时一个明亮的飞行物从她头上飞过。
多年以后，巧巧接到斌哥的电话，要她去高铁站接他。在车站，巧巧碰到了坐在轮椅上已经瘫痪的斌哥。巧巧把斌哥带到了她开设的地下赌场，正在赌博的老朋友纷纷看望斌哥。然而一到家，脾气火爆的斌哥就跟给他送饭的厨师爆发冲突，巧巧差点把他赶了出去。斌哥告诉巧巧，自己一次喝醉酒中风，于是巧巧找来一名江湖郎中给斌哥做针灸。斌哥能够走路后，在微信给巧巧留下了一条语音信息说要离开，便溜出了家门。巧巧知道斌哥离开后，来到了家的大门前。

## 演員
- 廖凡 饰 斌哥
- 趙濤 饰 巧巧
- 徐崢 饰 克拉玛依男子
- 梁嘉艳 饰 林家燕
- 刁亦男 饰 潮州商会林家栋
- 張一白 饰 奉节酒楼食客甲
- 丁嘉丽 饰 轮船乘客
- 張譯 饰 奉节酒楼食客乙
- 董子健 饰 奉节警察
- 冯家妹 饰 酒店前台

## 制作
2017年2月，美国《综艺》透露贾樟柯正和法国MK2公司联手打造新片《金钱和爱》（Money & Love）。影片最初的背景设置在2001年的山西大同，讲述了舞娘巧巧和当地混混斌哥的爱情故事。影片正处于前期创作阶段，预计在同年12月完成。
2017年8月16日，电影官方微博发布电影备案公示表及贾樟柯在开机仪式上敬香的照片，此时电影更名为《江湖儿女》。演员阵容方面，除了此前外媒公布的主角赵涛和廖凡，徐峥、冯小刚、张一白、刁亦男也将在片中出现。
影片于2017年11月29日开机，在山西、三峡、新疆等地取景拍摄，2018年1月25日正式杀青。

### 音乐
| 名称                       | 作曲   | 编曲   | 作词   | 改編词       | 演唱者 |
| 主题曲《江湖儿女》         | 董冬冬 | 董冬冬 | 陈曦   |              | 谭维维 |
| 宣传曲《有多少爱可以重来》 | 黄卓颖 |        | 何厚华 | 吴涛、尧十三 | 刘宇宁 |

## 发行

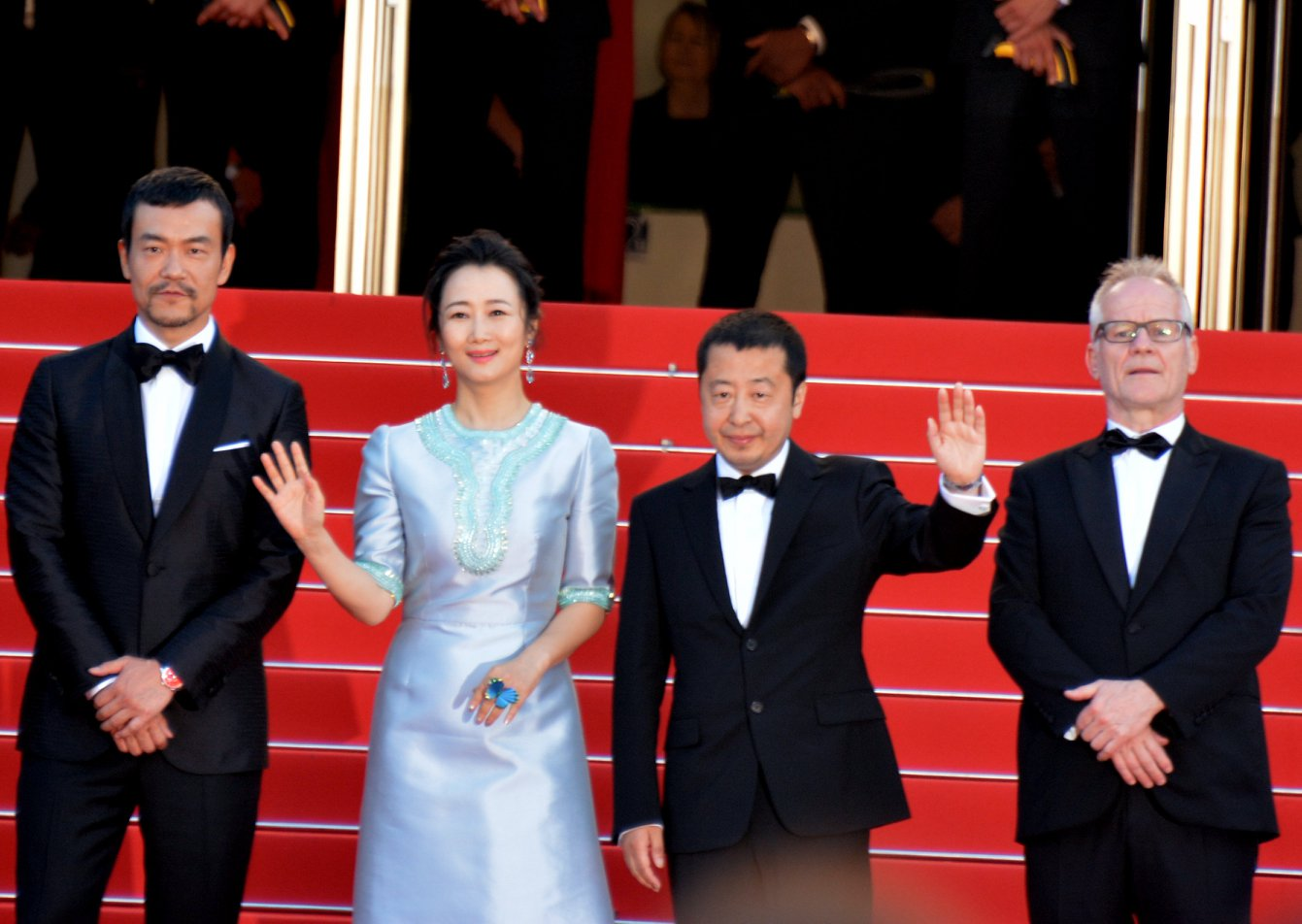
影片主创在第71届戛纳电影节首映礼红毯上亮相。

2018年4月12日，第71届戛纳电影节竞赛片名单公布，贾樟柯的电影《江湖儿女》位列其中，是他继《任逍遙》（2002）、《二十四城記》（2008）、《天註定》（2013）以及《山河故人》（2015）后，第五次入围戛纳电影节主竞赛单元。影片于2018年5月12日在戛纳电影节首映。
国际版海报和致敬吴宇森电影《喋血双雄》的正片片段于2018年5月7日公布。影片于5月24日正式定档2018年9月21日，而山西省的公映提前至9月20日18点。
上映前夕，崔永元公开批评冯小刚拍摄《手机2》羞辱他本人，由此揭开了影视圈天价合同事件的内幕。受此影响，冯小刚在片中的戏份被全部删光，全片片长从141分钟缩减至136分钟。

### 票房
首日票房1328万元，位列票房榜第二位。

## 评价
汇总媒体烂番茄基于15条评论打出100%的新鲜度，平均得分7.6/10。Metacritic根据14条评论打出平均分79/100，表示“普遍好评”。
影片获得媒体普遍好评。《好莱坞报道者》的大卫·罗尼（David Rooney）赞扬了主角赵涛和廖凡的表现，认为“廖凡最初表现出权威形象之余，又温暖人心，很是酷炫。有时他别巧巧毕恭毕敬，表明两人之间的理解使得婚姻的思想变得无关紧要”。《影音俱乐部》认为电影令人出奇得有趣，而且有节制，伴随着一连串的闹剧和螺旋式幽默，以及零星几处荒诞。《卫报》的彼得·布拉德肖对电影的开头、中间和结尾都表示了深深的思考，认为“对于人类蓬勃生长的虚荣而言，影片就是一个扎心的寓言，从另一个角度刻画出充满激情的举国萎靡的画像”。《综艺》的麦琪·李（Maggie Lee）认为影片有着知性上沉重的时刻，但最终救场的，还是在复杂的角色中超越自我的赵涛。
《环球时报》总编辑胡锡进于9月24日在新浪微博上发文批评《江湖儿女》“充满了负能量，看得让人难受”，“用灰暗镜头讲好人不得好报的平庸故事”。不过，胡锡进很快便删除了这条微博。贾樟柯随后逐条反驳，表示“真话是最大的能量，见不得真话和真相的做法，是负能量”，“在电影中讲真话或呈现真相的做法，见不得是负能量”。最终，胡锡进发微博向贾樟柯表示诚恳致歉。

## 奖项
| 大奖                 | 奖项             | 提名         | 结果 |
| -------------------- | ---------------- | ------------ | ---- |
| 第71屆坎城電影節     | 金棕櫚獎         | 《江湖儿女》 | 提名 |
| 第55屆金馬獎         | 最佳女主角       | 趙濤         | 提名 |
| 第13屆亞洲電影大獎   | 最佳女主角       | 趙濤         | 提名 |
| 第13屆亞洲電影大獎   | 最佳編劇         | 賈樟柯       | 獲獎 |
| 第38屆香港電影金像獎 | 最佳兩岸華語電影 | 《江湖儿女》 | 提名 |

## 外部連結
- 開眼電影網上《江湖兒女》的資料（繁體中文）
- 互联网电影数据库（IMDb）上《江湖兒女》的资料（英文）
- 爛番茄上《江湖兒女》的資料（英文）
- Metacritic上《江湖兒女》的資料（英文）
- 时光网上《江湖兒女》的資料（简体中文）
- 豆瓣电影上《江湖兒女》的資料 （简体中文）